# HDMS Absalon (L16)
Pour les articles homonymes, voir Absalon.
Le HDMS Absalon (L16) est la première unité d'une classe de deux navires de soutien et de commandement multi-missions de la marine royale danoise, suivi de son navire-jumeau le HDMS Esbern Snare. Il est baptisé d'après l’archevêque et homme politique danois Absalon.

## Historique opérationnel
À partir de sa mise en service en 2004, l'Absalon participe à de nombreux exercices et missions engageant d'autres marines et forces armées. Avec l'OTAN, il s'entraine dans la Baltique lors des BALTOPS, au large de l'Écosse lors des Joint Warrior (dont il accueille le commandement en 2013).  

### Mission dans le Golfe d'Aden
Il est régulièrement engagé dans l'opération Ocean Shield qui organise la lutte contre la piraterie autour de la Corne de l'Afrique. C'est durant celle-ci qu'il arraisonne deux bateaux-mères et appréhende les hommes à bord en janvier 2012, puis qu'il libère en avril de la même année l'équipage pakistano-iranien d'un boutre retenu en otage depuis un mois.  
Leurs missions dans le Golfe d'Aden ont été diffusées dans l'émission documentaire Titans des mers sur Rmc Story.  

### Mission en Méditerranée
Le 30 novembre 2015, le ministre de la défense danois Peter Christensen annonce que l'Absalon assurera une nouvelle mission en mer Méditerranée, afin de répondre à la demande de la Turquie à l'OTAN, pour une plus grande présence militaire dans la région.

## Galerie

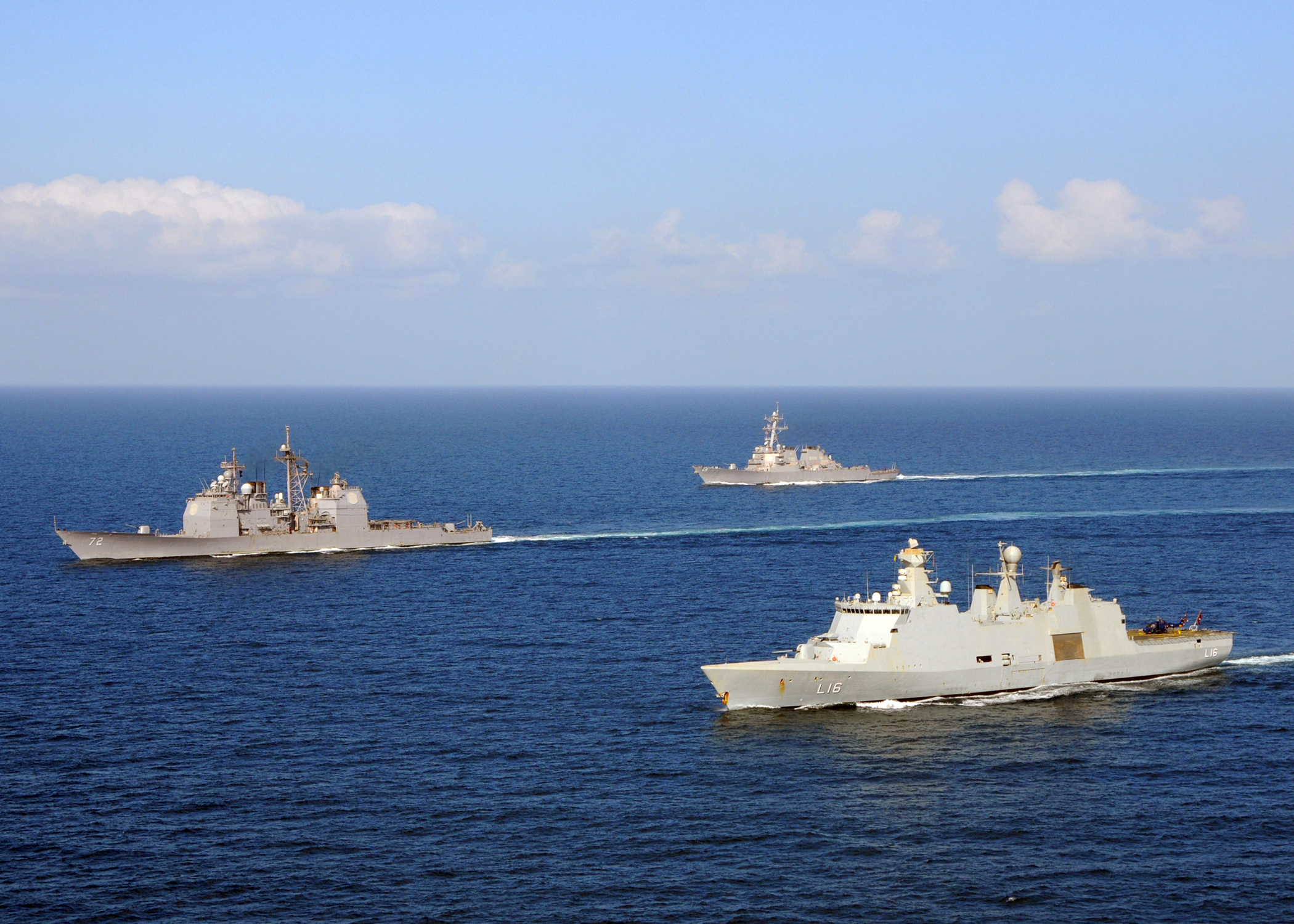
L’Absalon, naviguant avec les navires Américains USS Vella Gulf et USS Mahan dans le golfe d'Aden le 20 février 2009.
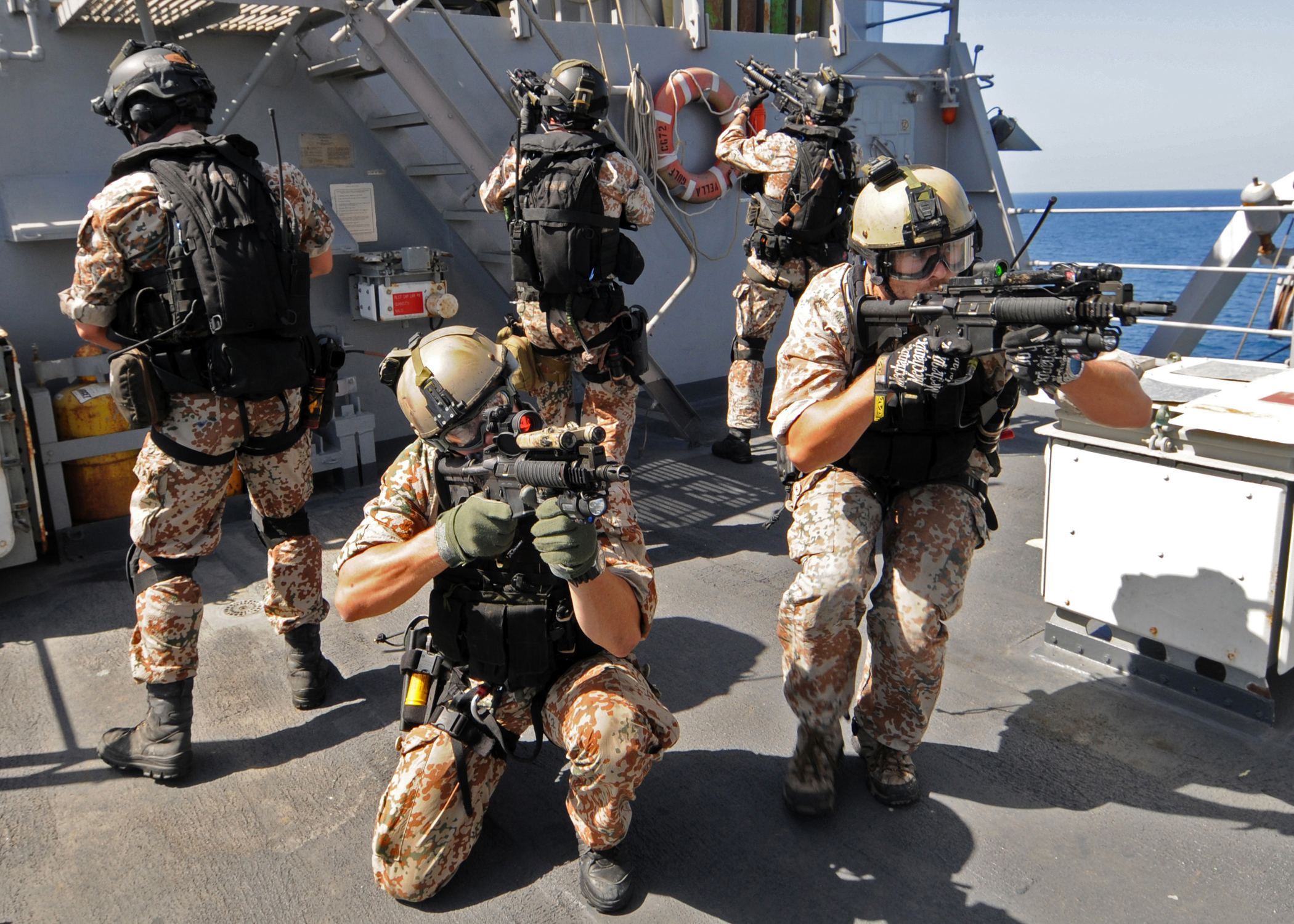
L'équipe d'intervention de l’Absalon durant un entrainement le 19 février 2009.
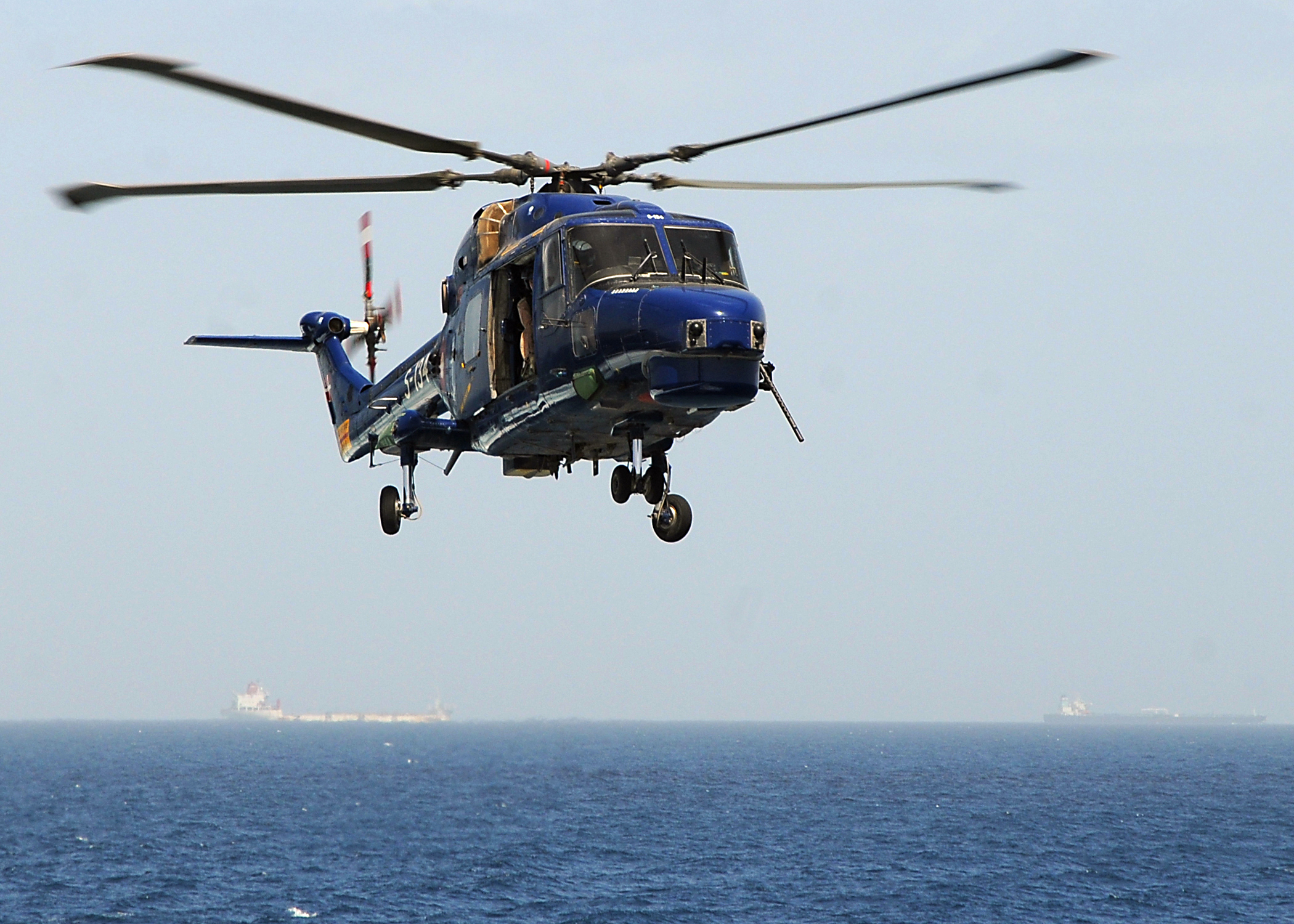
L'hélicoptère Lynx SH-14C assigné à l’Absalon.
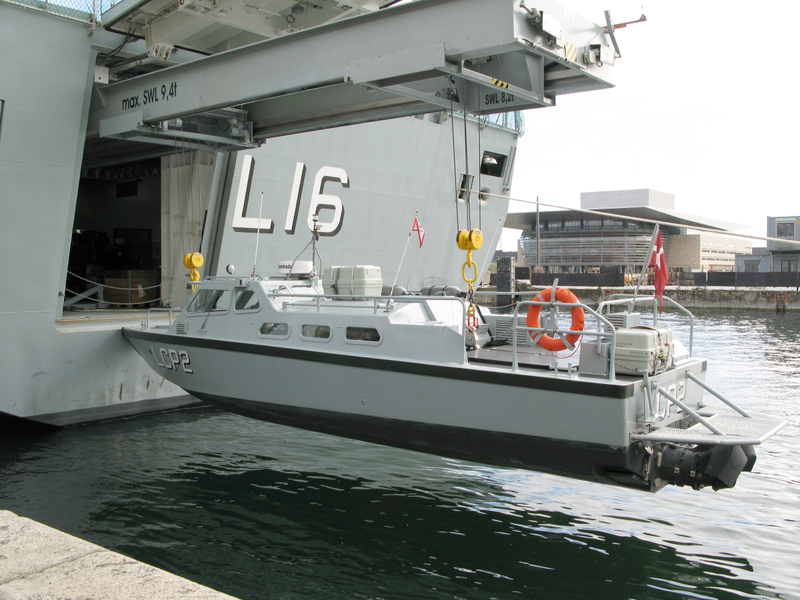
Récupération d'un LCP.
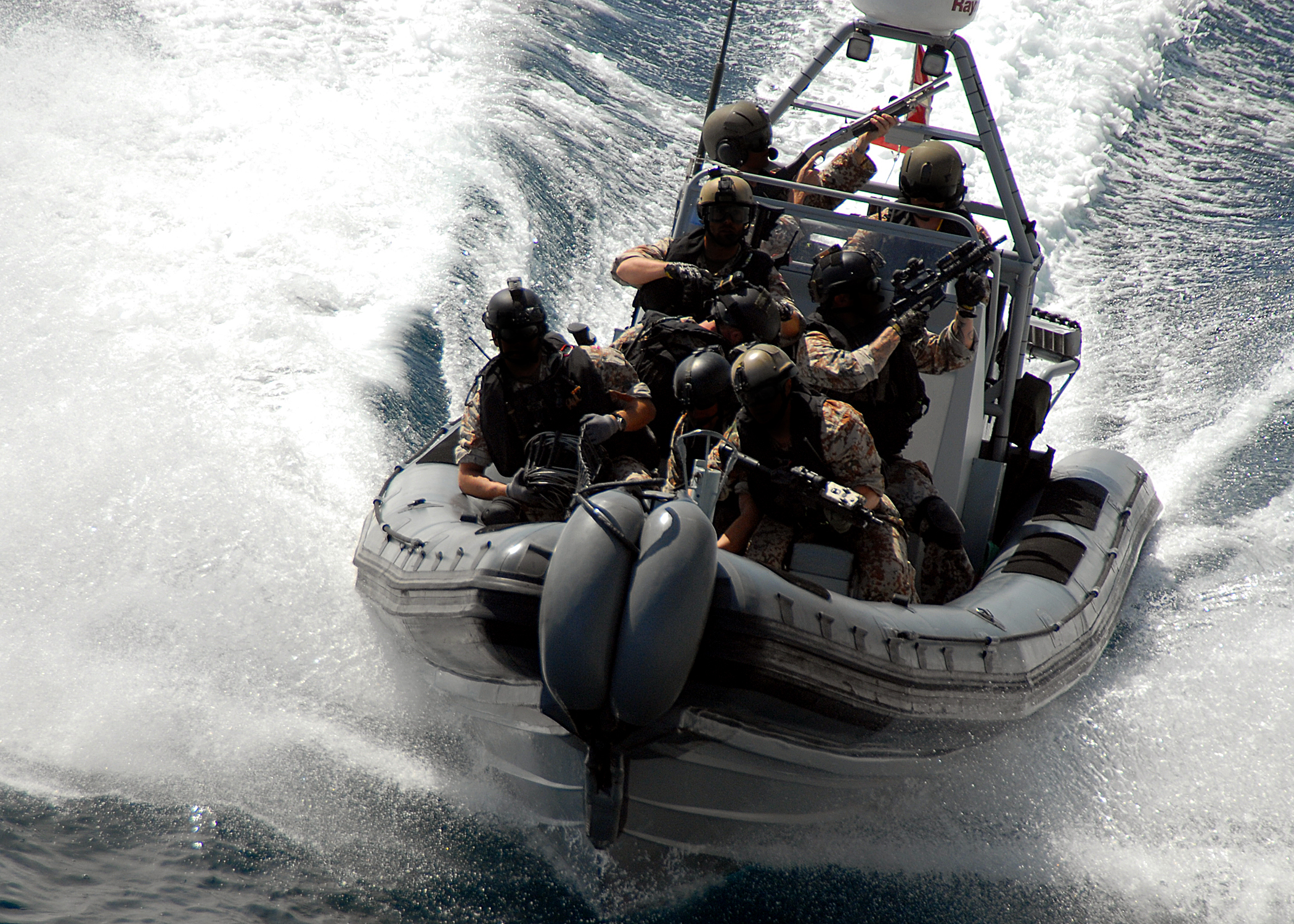
L'équipe de l’Absalon s’entraînant à un scénario de piraterie dans le golfe d'Aden.